# Gouda (ser)
Gouda (niderl. Goudse kaas) – gatunek sera półtwardego, podpuszczkowego, dojrzewającego, produkowanego z mleka krowiego. Pochodzi z okolic holenderskiego miasta Gouda. Jest produkowany w postaci spłaszczonych kręgów. Dojrzewa 6 tygodni. Najsmaczniejsza jest gouda dojrzała, która cechuje się wyrazistym zapachem. Pełną dojrzałość ser gouda uzyskuje po okresie 10-12 tygodni. Pikantne i dojrzałe odmiany, takie jak Old Amsterdam, dojrzewają znacznie dłużej, bo aż 18 miesięcy.

## Rodzaje sera gouda według okresu dojrzewania
- Jonge kaas (4 tyg.)
- Jong belegen (8-10 tyg.)
- Belegen (16-18 tyg.)
- Extra belegen (7-8 miesięcy)
- Oude kaas (10-12 miesięcy)
- Overjarige kaas (18 i więcej miesięcy)[2]

## Wartości odżywcze
Ser ten zawiera duże ilości sodu, wapnia, fosforu, cynku i jodu. Spośród witamin posiada sporo witaminy A, 0,241 mg retinolu i 0,207 mg β-karotenu (w 100 g). Kwasy tłuszczowe najobficiej reprezentowane są przez nasycone kwasy tłuszczowe (13,69 g na 100 g), w tym: 5,63 g kwasu palmitynowego, po 2,42 g kwasu mirystynowego i stearynowego. W 100 g znajduje się 6,02 g kwasu oleinowego. Zestaw aminokwasów jest bogaty.
| Aminokwasy (w 100 g) |
| --- |
| - Izoleucyna - 1249 mg - Leucyna - 2277 mg - Lizyna - 2054 mg - Metionina - 654 mg - Cystyna - 154 mg - Fenyloalanina - 1388 mg - Tyrozyna - 1519 mg - Treonina - 1034 mg - Tryptofan - 404 mg - Walina - 1775 mg - Arginina - 885 mg - Histydyna - 749 mg - Alanina - 805 mg - Kwas asparaginowy - 1855 mg - Kwas glutaminowy - 6179 mg - Glicyna - 515 mg - Prolina - 2866 mg - Seryna - 1536 mg |

## Galeria

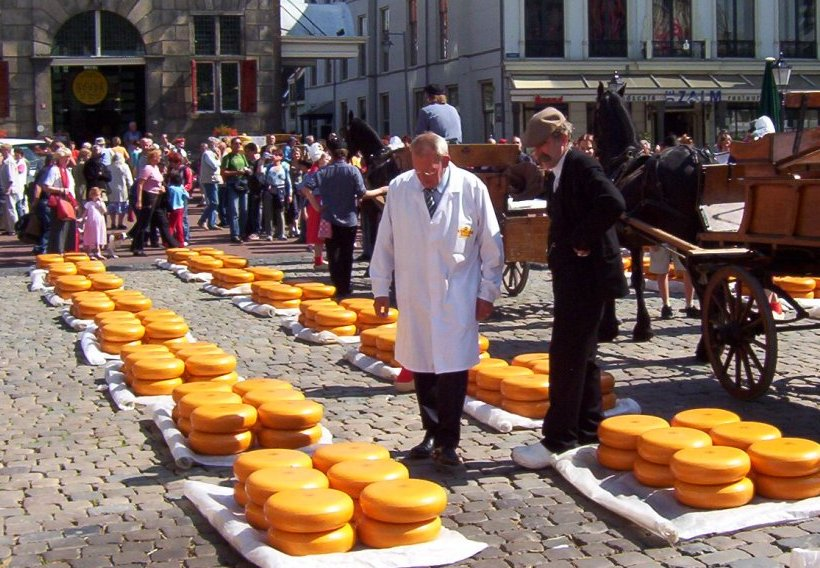
Targ serów w mieście Gouda
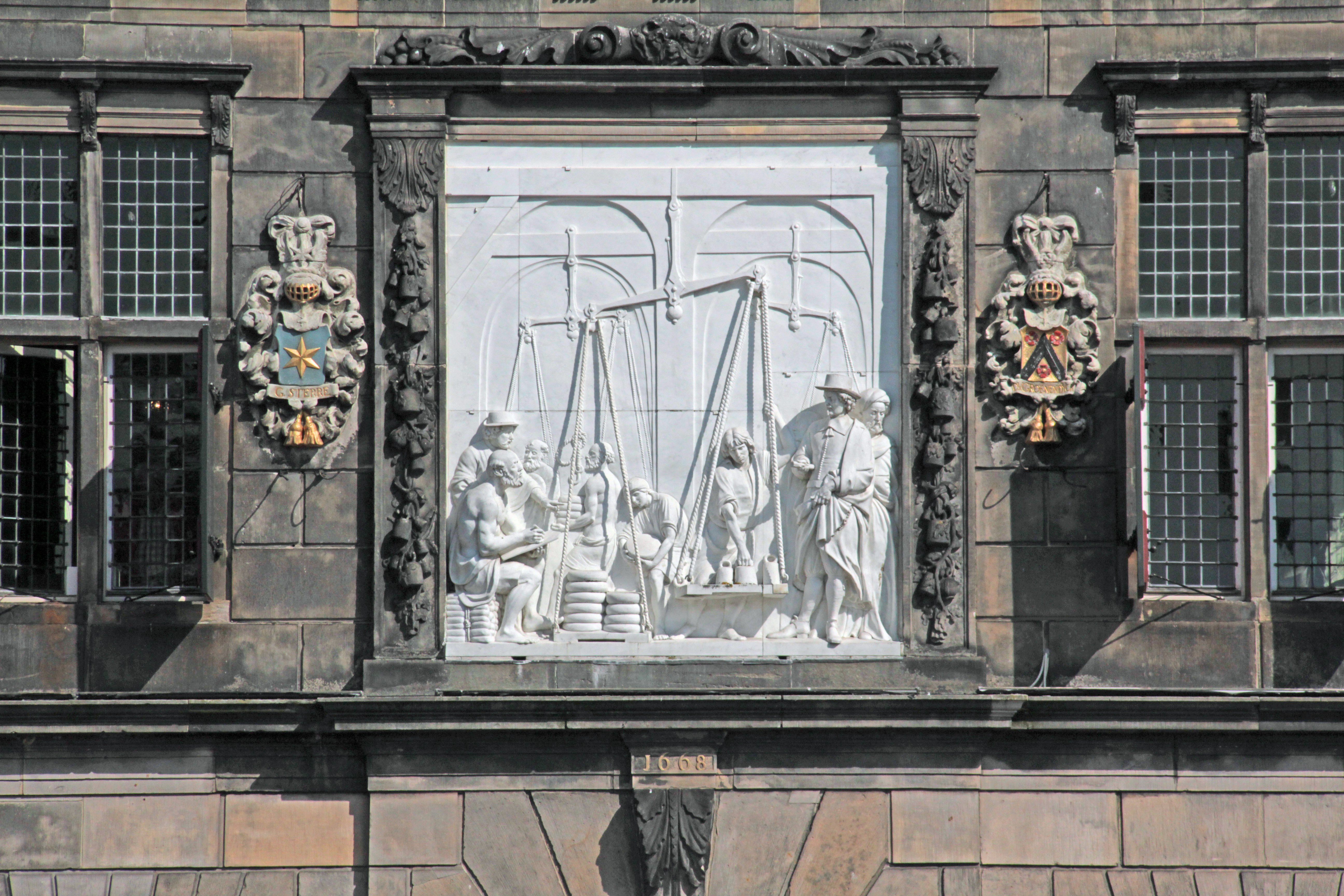
Ważenie sera, tympanon wagi z herbami
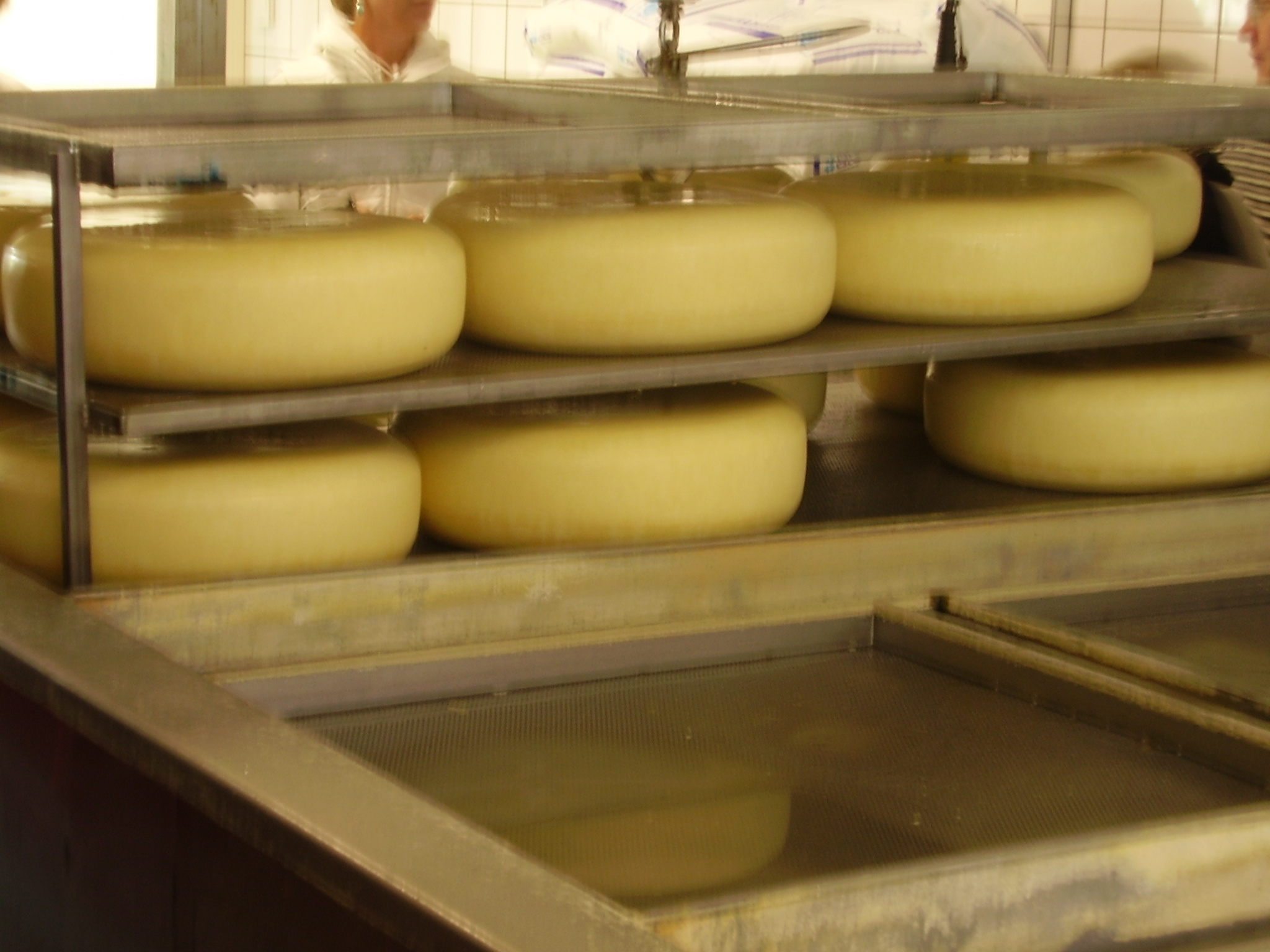
Proces technologiczny
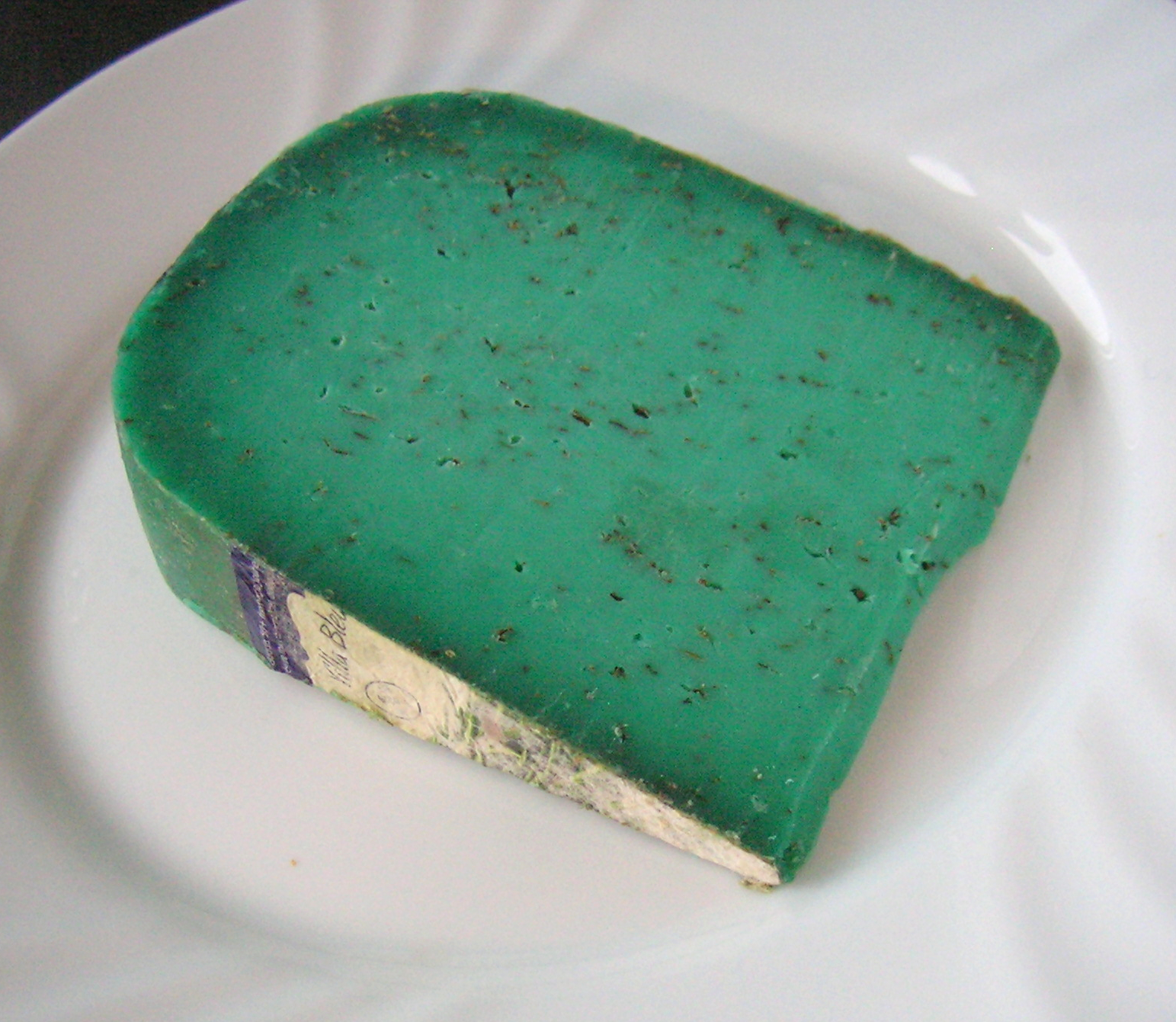
Wariant z zielonym pesto
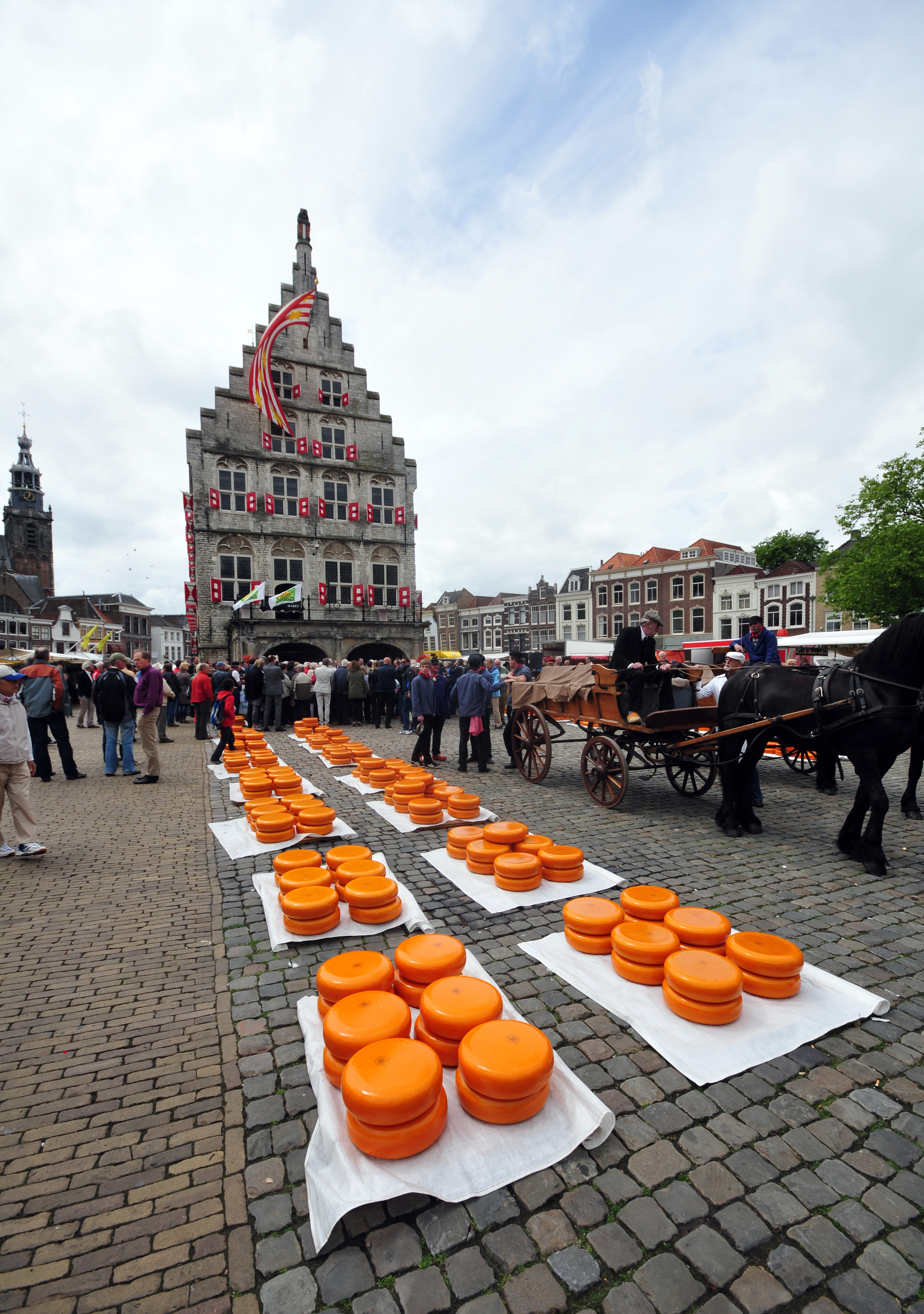
Targ serów z tyłu ratusza